# 陳暘
陈旸（1064年—1128年），字晋之，福州闽清县人。
宋绍圣元年（1094年）以“贤良方正能言极谏科”及第，授顺昌军节度推官。徽宗初年，进《迓衡集》，歷官太學博士、秘書省正字，曾被夺职罢官，后又复职。精乐律，参加神宗至哲宗时“升之文馆”，官至禮部侍郎。著《樂書》二百卷。